# Subiya

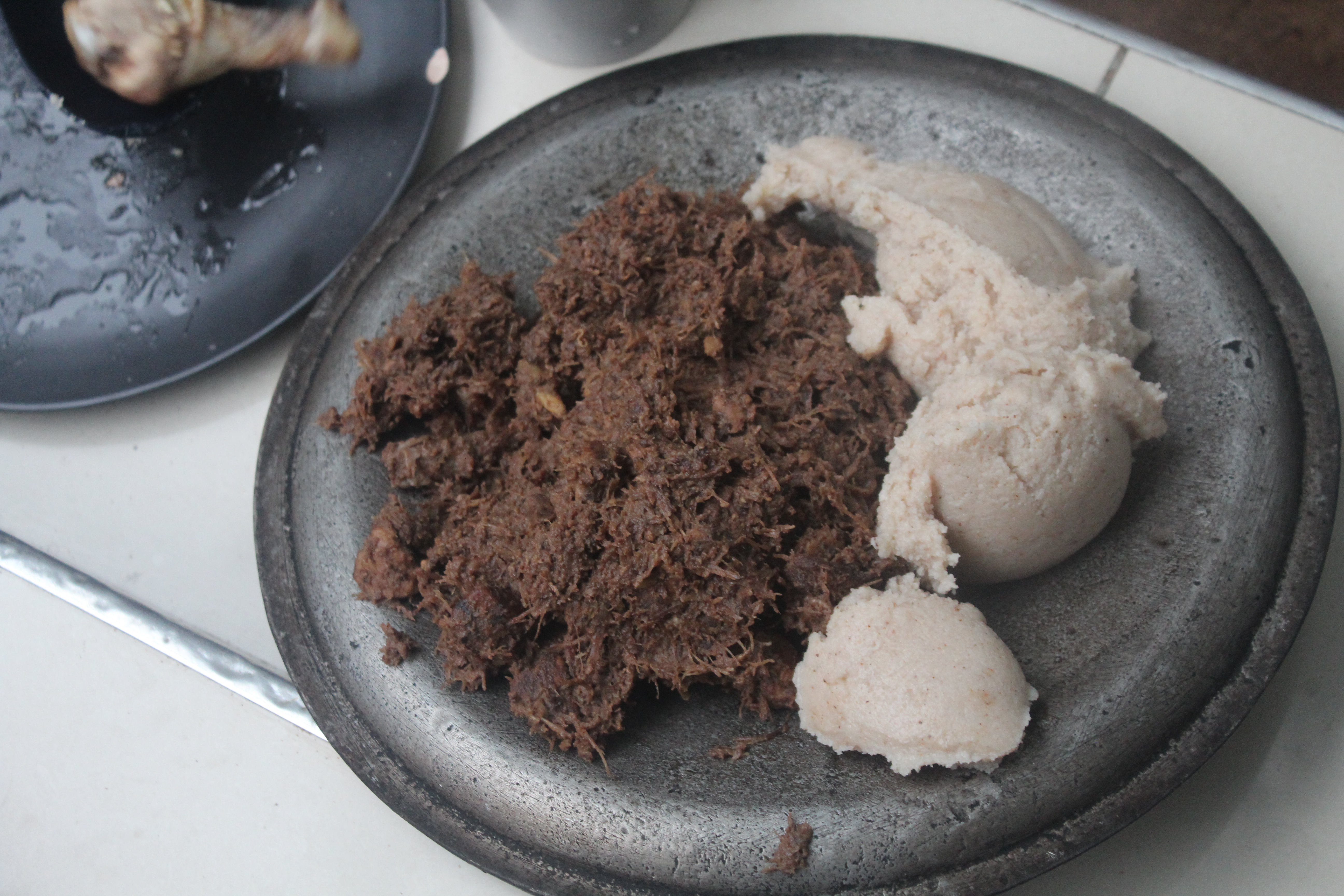
Plato especial de Masiko que forma parte de la cocina Subiya.

Los subiya (también subía) son un pequeño grupo étnico en el sur de África.
Se ubican en el este de la región de Zambezi, en la zona de la frontera con Angola y Botsuana. Hay tribus subiya en los tres países.
Aun cuando no hay datos recientes, unos estimados ponen el número total de subiya por debajo de 55.000 personas. En Caprivi representaban el 37% de la población. Con frecuencia se crea confusión al clasificarlos, pues aun cuando ellos mismo llaman a su idioma chikwahane, otras tribus lo llaman por el mismo nombre de subiya; además este es hablado por algunos grupos étnicos de la región que no son étnicamente subiya (por ejemplo, los fwe).
Hasta finales del siglo XIX los subiya estuvieron subyugados por los reyes lozi.
En la actualidad, la mayoría de los subiya son cristianos.
- Datos: Q7631357
- Multimedia: Subiya people / Q7631357